# تیبور مولنار
تیبور مولنار (مجاری: Tibor Molnár؛ ‏ ۲۶ ژوئیهٔ ۱۹۲۱ – ۲۴ نوامبر ۱۹۸۲) بازیگر اهل مجارستان بود.
از فیلم‌ها یا مجموعه‌های تلویزیونی که وی در آن نقش داشته‌است، می‌توان به گردآوری، ده‌هزار روز، سرود سرخ، راه من به خانه و سرخ و سفید اشاره کرد.
وی همچنین برندهٔ جوایزی همچون جایزه کشوت شده‌است.